# Hoda Lattaf
Hoda Lattaf (ur. 31 sierpnia 1978 w Bordeaux) – francuska futbolistka, wielokrotna reprezentantka kraju (od 22 listopada 1997, kiedy to zadebiutowała w meczu przeciwko Włochom). Uczestniczka Mistrzostw Europy 2001, Mistrzostw Świata 2003, Mistrzostw Europy 2005.